# Olympische Sommerspiele 1952/Leichtathletik
| Leichtathletik bei den XV. Olympischen Spielen | Leichtathletik bei den XV. Olympischen Spielen |
| ---------------------------------------------- | ---------------------------------------------- |
| Olympische Ringe                               | Leichtathletik                                 |
| Informationen                                  |                                                |
| Datum:                                         | 20. bis 27. Juli                               |
| Wettkampfort:                                  | Helsinki                                       |
| Austragungsort:                                | Olympiastadion                                 |
| Entscheidungen:                                | Männer: 24/Frauen: 9                           |
| Teilnehmende Nationen:                         | 57                                             |
| Teilnehmer:                                    | Männer: 1011/Frauen: 267                       |
| ← London 1948                                  | Melbourne 1956 →                               |

| Logo der Olympischen Spiele 1952                       | Logo der Olympischen Spiele 1952                       | Logo der Olympischen Spiele 1952                       | Logo der Olympischen Spiele 1952                       | Logo der Olympischen Spiele 1952                       | Logo der Olympischen Spiele 1952                       |
| Olympische Spiele 1952 Medaillenspiegel Leichtathletik | Olympische Spiele 1952 Medaillenspiegel Leichtathletik | Olympische Spiele 1952 Medaillenspiegel Leichtathletik | Olympische Spiele 1952 Medaillenspiegel Leichtathletik | Olympische Spiele 1952 Medaillenspiegel Leichtathletik | Olympische Spiele 1952 Medaillenspiegel Leichtathletik |
| Platz                                                  | Mannschaft                                             | Goldmedaillen                                          | Silbermedaillen                                        | Bronzemedaillen                                        | Total                                                  |
| ------------------------------------------------------ | ------------------------------------------------------ | ------------------------------------------------------ | ------------------------------------------------------ | ------------------------------------------------------ | ------------------------------------------------------ |
| 1                                                      | USA                                                    | 15                                                     | 10                                                     | 6                                                      | 31                                                     |
| 2                                                      | Tschechoslowakei                                       | 4                                                      | 1                                                      | –                                                      | 5                                                      |
| 3                                                      | Australien                                             | 3                                                      | –                                                      | 1                                                      | 4                                                      |
| 4                                                      | Sowjetunion                                            | 2                                                      | 8                                                      | 7                                                      | 17                                                     |
| 5                                                      | Jamaika                                                | 2                                                      | 3                                                      | –                                                      | 5                                                      |
| 6                                                      | Italien                                                | 1                                                      | 1                                                      | –                                                      | 2                                                      |
| 6                                                      | Südafrikanische Union                                  | 1                                                      | 1                                                      | –                                                      | 2                                                      |
| 8                                                      | Ungarn                                                 | 1                                                      | –                                                      | 4                                                      | 5                                                      |
| 9                                                      | Schweden                                               | 1                                                      | –                                                      | 2                                                      | 3                                                      |
| 10                                                     | Brasilien                                              | 1                                                      | –                                                      | 1                                                      | 2                                                      |
| 10                                                     | Neuseeland                                             | 1                                                      | –                                                      | 1                                                      | 2                                                      |
| 12                                                     | Luxemburg                                              | 1                                                      | –                                                      | –                                                      | 1                                                      |
| 13                                                     | Deutschland                                            | –                                                      | 3                                                      | 5                                                      | 8                                                      |
| 14                                                     | Frankreich                                             | –                                                      | 2                                                      | –                                                      | 2                                                      |
| 15                                                     | Großbritannien                                         | –                                                      | 1                                                      | 4                                                      | 5                                                      |
| 16                                                     | Niederlande                                            | –                                                      | 1                                                      | –                                                      | 1                                                      |
| 16                                                     | Schweiz                                                | –                                                      | 1                                                      | –                                                      | 1                                                      |
| 16                                                     | Argentinien                                            | –                                                      | 1                                                      | –                                                      | 1                                                      |
| 19                                                     | Finnland                                               | –                                                      | –                                                      | 1                                                      | 1                                                      |
| 19                                                     | Venezuela                                              | –                                                      | –                                                      | 1                                                      | 1                                                      |

Bei den XV. Olympischen Spielen 1952 in der finnischen Hauptstadt Helsinki fanden 33 Wettkämpfe in der Leichtathletik statt.

## Teilnehmer
Nachdem bei den Olympischen Spielen 1948 bedingt durch die Nachwirkungen des Zweiten Weltkriegs Deutschland und Japan noch von der Teilnahme ausgeschlossen waren, durften sie in Helsinki wieder dabei sein. Außerdem entsandte jetzt auch die Sowjetunion Teilnehmer, die gleich sehr erfolgreich auftraten. Insgesamt gab es 1342 gemeldete Leichtathleten – 267 Frauen und 1011 Männer – aus 57 Nationen.

## Stadion
Austragungsort war das Olympiastadion von Helsinki, erbaut von 1934 bis 1936 im Hinblick auf die eventuelle Austragung der Olympischen Spiele 1940, die dann nach Tokio vergeben worden und schließlich kriegsbedingt ganz ausgefallen waren. Für die Austragung der Leichtathletikwettbewerbe hatte man eine Aschenbahn als 400-Meter-Rundbahn angelegt. Diese befand sich trotz schlechter Witterungsbedingungen mit häufig teilweise heftig auftretenden Regenfällen in durchgängig guter Verfassung.
Das Stadion fasste rund 70.000 Zuschauer und hatte erstmals eine elektronische Anzeigetafel vorzuweisen. Das erleichterte dem Publikum das Verfolgen der Disziplinen und der Ergebnisse erheblich.

## Wettbewerbe
Das Wettbewerbsangebot war identisch mit dem der letzten Spiele in London. Es gab 24 Disziplinen im Männerbereich und neun für die Frauen, die sich immer noch mit drei Einzellaufangeboten – 100 Meter, 200 Meter und 80 Meter Hürden – begnügen mussten. Weiterhin gab es keine einzige Mittel- oder Langstrecke. Im Laufbereich wurde darüber hinaus nur noch die 4-mal-100-Meter-Staffel ausgetragen. Mit Hoch- und Weitsprung gab es weiterhin zwei Sprungdisziplinen sowie mit Kugelstoßen, Diskus- und Speerwurf drei Stoß-/Wurfwettbewerbe. An diesem Programm änderte sich auch bei den kommenden Spielen 1956 nichts. Erst 1960 wurde zusätzlich der 800-Meter-Lauf für die Frauen wieder ins olympische Programm genommen.

## Sportliche Erfolge
Das Leistungsniveau brachte insgesamt noch einmal eine deutliche Steigerung gegenüber den vorangegangenen Großveranstaltungen. In der Fachzeitschrift 'Leichtathletik' war zu lesen, dass die Leistungen oberhalb der Grenzen liegen, die ein Mensch sich vorstellen könne. So gab es in zehn Disziplinen fünfzehn egalisierte oder neue Weltrekorde und eine Weltbestleistung. In 24 Disziplinen gab es darüber hinaus 41 neue oder egalisierte olympische Rekorde.
- Weltrekorde im Einzelnen:
  - 4-mal-400-Meter-Staffel, Männer: 3:03,9 min – Jamaika (Arthur Wint, Leslie Laing, Herb McKenley, George Rhoden), Finale
  - Dreisprung, Männer: 16,12 m – Adhemar da Silva (Brasilien), Finale
  - Dreisprung, Männer: 16,22 m – Adhemar da Silva (Brasilien), Finale
  - Hammerwurf, Männer: 60,34 m – József Csermák (Ungarn), Finale
  - Zehnkampf, Männer: 7887 P (1952er Wertung) / 7580 P (1985er Wertung) – Bob Mathias (USA)
  - 100-Meter-Lauf, Frauen: 11,5 s – Marjorie Jackson (Australien), Halbfinale
  - 100-Meter-Lauf, Frauen: 11,5 s – Marjorie Jackson (Australien), Finale
  - 200-Meter-Lauf, Frauen: 23,6 s (egalisiert) – Marjorie Jackson (Australien), Vorlauf
  - 200-Meter-Lauf, Frauen: 23,4 s (egalisiert) – Marjorie Jackson (Australien), Halbfinale
  - 80-Meter-Hürdenlauf, Frauen: 11,0 s (egalisiert) – Shirley Strickland (Australien), Vorlauf
  - 80-Meter-Hürdenlauf, Frauen: 10,9 s – Shirley Strickland (Australien), Finale
  - 4-mal-100-Meter-Staffel, Frauen: 46,1 s – Australien (Shirley Strickland, Verna Johnston, Winsome Cripps, Marjorie Jackson) Finale
  - 4-mal-100-Meter-Staffel, Frauen: 45,9 s – USA (Mae Faggs, Barbara Jones, Janet Moreau, Catherine Hardy) Finale
  - 4-mal-100-Meter-Staffel, Frauen: 45,9 s – Deutschland (Ursula Knab, Maria Sander, Helga Klein, Marga Petersen), Finale
  - Kugelstoßen, Frauen: 15,28 m – Galina Sybina (Sowjetunion), Finale
- Weltbestleistung:
  - 3000-Meter-Hindernislauf, Männer: 8:45,4 min – Horace Ashenfelter (USA) Finale
- Olympische Rekorde im Einzelnen:
  - 200-Meter-Lauf, Männer: 20,7 s (egalisiert) – Andy Stanfield (USA), Finale
  - 400-Meter-Lauf, Männer: 45,9 s – George Rhoden (Jamaika), Finale
  - 400-Meter-Lauf, Männer: 45,9 s – Herb McKenley (Jamaika), Finale
  - 800-Meter-Lauf, Männer: 1:49,2 min – Mal Whitfield (USA), Finale
  - 1500-Meter-Lauf, Männer: 3:45,2 min – Josy Barthel (Luxemburg), Finale
  - 1500-Meter-Lauf, Männer: 3:45,2 min – Bob McMillen (USA), Finale
  - 5000-Meter-Lauf, Männer: 14:15,4 min – Herbert Schade (BR Deutschland), Vorlauf
  - 5000-Meter-Lauf, Männer: 14:06,6 min – Emil Zátopek (Tschechoslowakei), Finale
  - 10.000-Meter-Lauf, Männer: 29:17,0 min – Emil Zátopek (Tschechoslowakei)
  - Marathonlauf, Männer: 2:23:04 h – Emil Zátopek (Tschechoslowakei)
  - 110-Meter-Hürdenlauf, Männer: 13,9 s (egalisiert) – Harrison Dillard (USA), Vorlauf
  - 110-Meter-Hürdenlauf, Männer: 13,7 s – Harrison Dillard (USA), Finale
  - 110-Meter-Hürdenlauf, Männer: 13,7 s – Jack Davis (USA), Finale
  - 400-Meter-Hürdenlauf, Männer: 50,8 s – Charles Moore (USA), Viertelfinale
  - 400-Meter-Hürdenlauf, Männer: 50,8 s (egalisiert) – Charles Moore (USA), Finale
  - 3000-Meter-Hindernislauf, Männer: 8:58,0 min – Wladimir Kasanzew (Sowjetunion), Vorlauf
  - 3000-Meter-Hindernislauf, Männer: 8:51,0 min – Horace Ashenfelter (USA), Vorlauf
  - 10.000-Meter-Bahngehen, Männer: 45:02,8 min – John Mikaelsson (Schweden)
  - 50-km-Gehen, Männer: 4:28:08 h – Giuseppe Dordoni (Italien), Finale
  - Hochsprung, Männer: 2,04 m – Walt Davis (USA), Finale
  - Stabhochsprung, Männer: 4,55 m – Bob Richards (USA), Finale
  - Kugelstoßen, Männer: 17,41 m – Parry O’Brien (USA), Finale
  - Diskuswurf, Männer: 53,47 m – Sim Iness (USA), Finale
  - Diskuswurf, Männer: 53,78 m – Adolfo Consolini (Italien), Finale
  - Diskuswurf, Männer: 53,60 m – Sim Iness (USA), Finale
  - Diskuswurf, Männer: 55,03 m – Sim Iness (USA), Finale
  - Hammerwurf, Männer: 57,20 m – József Csermák (Ungarn), Qualifikation
  - Hammerwurf, Männer: 58,45 m – József Csermák (Ungarn), Finale
  - Speerwurf, Männer: 73,78 m – Cy Young (USA), Finale
  - 100-Meter-Lauf, Frauen: 11,9 s (egalisiert) – Catherine Hardy (USA), Vorlauf
  - 100-Meter-Lauf, Frauen: 11,6 s – Marjorie Jackson (Australien), Vorlauf
  - 100-Meter-Lauf, Frauen: 11,6 s (egalisiert) – Marjorie Jackson (Australien), Viertelfinale
  - 200-Meter-Lauf, Frauen: 24,3 s (egalisiert) – Nadeschda Chnykina (Sowjetunion), Vorlauf
  - Weitsprung, Frauen: 6,16 m – Yvette Williams (Neuseeland), Qualifikation
  - Weitsprung, Frauen: 6,24 m – Yvette Williams (Neuseeland), Finale
  - Kugelstoßen, Frauen: 13,88 m – Klawdija Totschonowa (Sowjetunion), Qualifikation
  - Kugelstoßen, Frauen: 15,00 m – Galina Sybina (Sowjetunion), Finale
  - Diskuswurf, Frauen: 50,84 m – Nina Romaschkowa (Sowjetunion), Finale
  - Diskuswurf, Frauen: 51,42 m – Nina Romaschkowa (Sowjetunion), Finale
  - Speerwurf, Frauen: 46,17 m – Alexandra Tschudina (Sowjetunion), Qualifikation
  - Speerwurf, Frauen: 50,47 m – Dana Zátopková (Tschechoslowakei), Finale

Erfolgreichste Nation waren wie bei allen Spielen in der Leichtathletik zuvor die Vereinigten Staaten mit fünfzehn Goldmedaillen. Mit deutlichem Abstand rangierte die Tschechoslowakei mit vier Olympiasiegen auf dem zweiten Platz knapp vor Australien, das dreimal ganz vorne lag. Je zwei Goldmedaillen errangen die Sowjetunion und Jamaika. Das UdSSR-Team stellte sich bei seiner ersten Teilnahme nach dem Zweiten Weltkrieg als Leichtathletikgroßmacht vor. Neben den zwei Goldmedaillen errang die Mannschaft noch acht Silber- und sieben Bronzemedaillen.
Herausragender Sportler dieser Spiele war der Langstreckenläufer Emil Zátopek aus der Tschechoslowakei. Er wurde zunächst Doppelolympiasieger über 5000 und 10.000 Meter. Am Schlusstag nahm er dann auch noch am Marathonlauf teil und errang trotz seiner Unerfahrenheit auf dieser Distanz seine dritte Goldmedaille. Die Leistung, sämtliche Langstreckenwettbewerbe im selben Jahr bei Olympischen Spielen zu gewinnen, ist bis heute einmalig in der Leichtathletikgeschichte.
Es gab fünf weitere Sportler, die je zwei Goldmedaillen bei diesen Spielen errangen:
- Marjorie Jackson (Australien): 100- und 200-Meter-Lauf. Sie war die Sprintkönigin von Helsinki.
- Lindy Remigino (USA): 100-Meter-Lauf und 4-mal-100-Meter-Staffel
- Andy Stanfield (USA): 200-Meter-Lauf und 4-mal-100-Meter-Staffel
- George Rhoden (Jamaika): 400-Meter-Lauf und 4-mal-400-Meter-Staffel
- Harrison Dillard (USA): 100-Meter-Lauf und 4-mal-100-Meter-Staffel

Folgende hier siegreiche Leichtathleten hatten bereits bei früher ausgetragenen Olympischen Spielen Goldmedaillen errungen:
- Emil Zátopek, (Tschechoslowakei) – 10.000-Meter-Lauf, Wiederholung seines Erfolgs von 1948, hier außerdem siegreich im 5000-Meter- und Marathonlauf, damit jetzt vierfacher Olympiasieger
- Harrison Dillard, (USA) – 110-Meter-Hürdenlauf, 1948 siegreich im 100-Meter-Lauf und mit der 4-mal-100-Meter-Staffel, hier außerdem wieder siegreich mit der 4-mal-100-Meter-Staffel, damit jetzt vierfacher Olympiasieger
- Mal Whitfield, (USA) – 800-Meter-Lauf, zweiter Sieg in Folge, 1948 außerdem siegreich mit der 4-mal-400-Meter-Staffel, damit jetzt dreifacher Olympiasieger
- John Mikaelsson, (Schweden) – 10.000-Meter-Bahngehen, Wiederholung seines Erfolgs von 1948, damit jetzt zweifacher Olympiasieger
- Bob Mathias, (USA) – Zehnkampf, Wiederholung seines Erfolgs von 1948, damit jetzt zweifacher Olympiasieger
- Arthur Wint, (Jamaika) – 4-mal-400-Meter-Staffel, 1948 siegreich im 400-Meter-Lauf, damit jetzt zweifacher Olympiasieger

## Resultate Männer

### 100 m
| Platz | Athlet            | Land | Offiz. hand- gestoppte Zeit | Inoffiz. elek- tron. Zeit |
| ----- | ----------------- | ---- | --------------------------- | ------------------------- |
| 1     | Lindy Remigino    | USA  | 10,4 s                      | 10,79 s                   |
| 2     | Herb McKenley     | JAM  | 10,4 s                      | 10,80 s                   |
| 3     | McDonald Bailey   | GBR  | 10,4 s                      | 10,83 s                   |
| 4     | Dean Smith        | USA  | 10,4 s                      | 10,84 s                   |
| 5     | Wladimir Sucharew | URS  | 10,5 s                      | 10,88 s                   |
| 6     | John Treloar      | AUS  | 10,5 s                      | 10,91 s                   |

Finale am 21. Juli
Teilnehmer aus dem deutschsprachigen Raum:
 Werner Zandt (Viertelfinale) und Erich Fuchs (Vorläufe)
 Hans Wehrli-Frei (Viertelfinale) sowie Fritz Griesser und Willy Schneider (Vorläufe)

### 200 m
| Platz | Athlet           | Land | Offiz. hand- gestoppte Zeit | Inoffiz. elek- tron. Zeit |
| ----- | ---------------- | ---- | --------------------------- | ------------------------- |
| 1     | Andy Stanfield   | USA  | 20,7 s ORe                  | 20,81 s                   |
| 2     | Thane Baker      | USA  | 20,8 s0000                  | 20,97 s                   |
| 3     | James Gathers    | USA  | 20,8 s0000                  | 21,08 s                   |
| 4     | McDonald Bailey  | GBR  | 21,0 s0000                  | 21,14 s                   |
| 5     | Leslie Laing     | JAM  | 21,2 s0000                  | 21,45 s                   |
| 6     | Gerardo Bönnhoff | ARG  | 21,3 s0000                  | 21,59 s                   |

Finale am 23. Juli
Wind: +1,0 m/s
Teilnehmer aus dem deutschsprachigen Raum:
 Werner Zandt (Halbfinale) und Peter Kraus (Viertelfinale)
 Fred Hammer und Roby Schaeffer (Vorläufe)
 Willy Eichenberger, Ernst Mühlethaler und Hans Wehrli-Frei (Vorläufe)

### 400 m
| Platz | Athlet              | Land | Offiz. hand- gestoppte Zeit | Inoffiz. elek- tron. Zeit |
| ----- | ------------------- | ---- | --------------------------- | ------------------------- |
| 1     | George Rhoden       | JAM  | 45,9 s OR                   | 46,09 s                   |
| 2     | Herb McKenley       | JAM  | 45,9 s OR                   | 46,20 s                   |
| 3     | Ollie Matson        | USA  | 46,8 s000                   | 46,94 s                   |
| 4     | Karl-Friedrich Haas | GER  | 47,0 s000                   | 47,22 s                   |
| 5     | Arthur Wint         | JAM  | 47,0 s000                   | 46,24 s                   |
| 6     | Mal Whitfield       | USA  | 47,1 s000                   | 46,30 s                   |

Finale am 25. Juli
Weitere Teilnehmer aus dem deutschsprachigen Raum:
 Hans Geister (Halbfinale)
 Jean Hamilius, Fred Hammer und Gérard Rasquin (Vorläufe)
 Rupert Blöch und Rudolf Haidegger (Vorläufe)
 Hans Ernst Schneider (Viertelfinale), Josef Steger und Ernst von Gunten (Vorläufe)

### 800 m

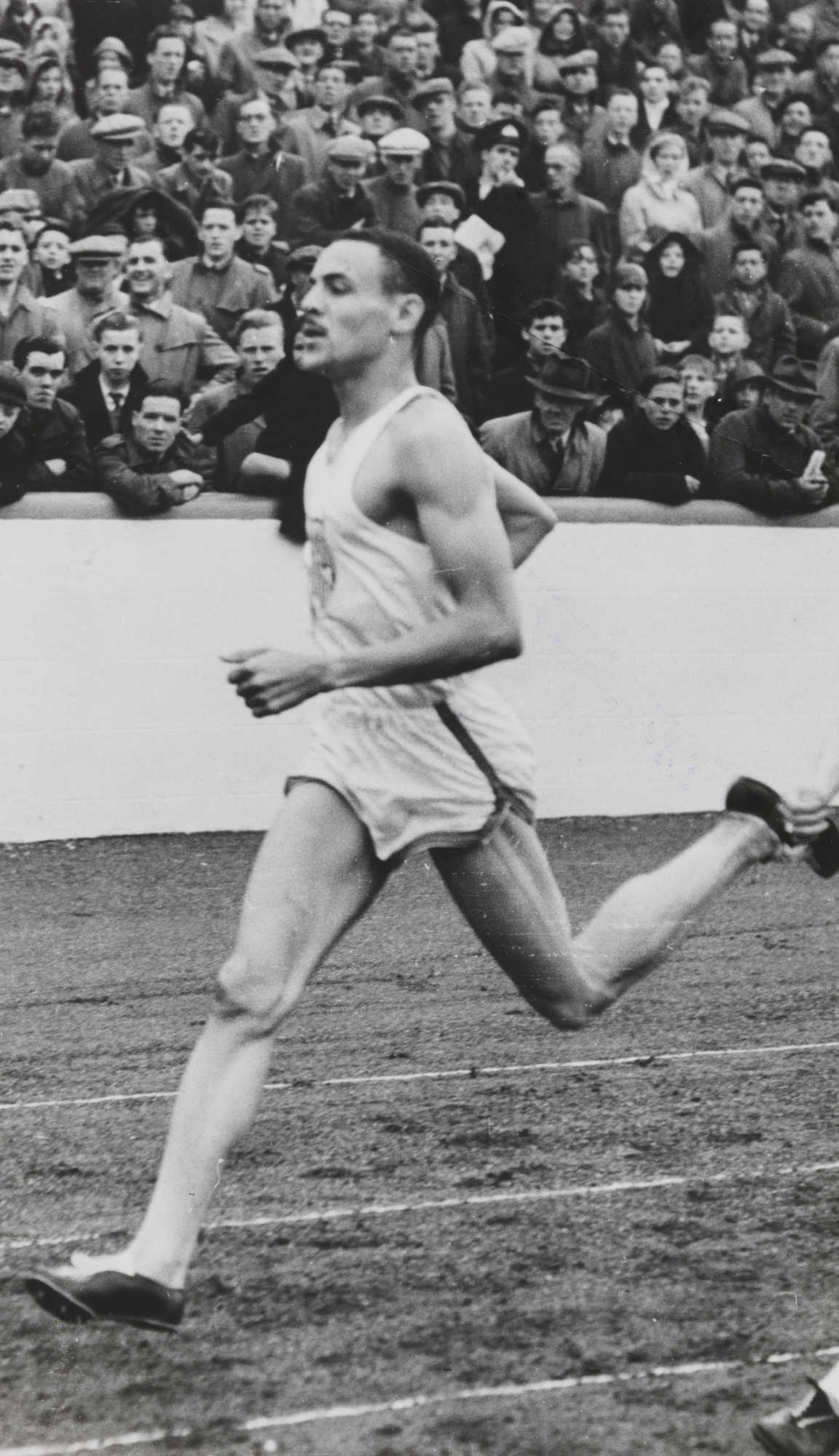
Mal Whitfield wiederholte seinen Olympiasieg von 1948

| Platz | Athlet               | Land | Zeit (min) |
| ----- | -------------------- | ---- | ---------- |
| 1     | Mal Whitfield        | USA  | 1:49,2 ORe |
| 2     | Arthur Wint          | JAM  | 1:49,4     |
| 3     | Heinz Ulzheimer      | GER  | 1:49,7     |
| 4     | Gunnar Nielsen       | DEN  | 1:49,7     |
| 5     | Albert Webster       | GBR  | 1:50,2     |
| 6     | Günther Steines      | GER  | 1:50,6     |
| 7     | Reginald Pearman     | USA  | 1:52,1     |
| 8     | Lars-Erik Wolfbrandt | SWE  | 1:52,1     |

Finale am 22. Juli
Weitere Teilnehmer aus deutschsprachigen Nationen:
 Urban Cleve (Halbfinale)
 Johannes Baumgartner und Fred Lüthi (Vorläufe)

### 1500 m
| Platz | Athlet             | Land | Zeit (min) |
| ----- | ------------------ | ---- | ---------- |
| 1     | Josy Barthel       | LUX  | 3:45,2 OR  |
| 2     | Bob McMillen       | USA  | 3:45,2 OR  |
| 3     | Werner Lueg        | GER  | 3:45,4     |
| 4     | Roger Bannister    | GBR  | 3:46,0     |
| 5     | Patrick El Mabrouk | FRA  | 3:46,0     |
| 6     | Rolf Lamers        | GER  | 3:46,8     |
| 7     | Olle Åberg         | SWE  | 3:47,0     |
| 8     | Ingvar Ericsson    | SWE  | 3:47,6     |

Finale am 26. Juli
Weitere Teilnehmer aus deutschsprachigen Nationen:
 Günter Dohrow (Halbfinale)
 Fritz Prossinagg (Vorläufe)
 Fred Lüthi (Vorläufe)

### 5000 m
| Platz | Athlet         | Land | Zeit (min) |
| ----- | -------------- | ---- | ---------- |
| 1     | Emil Zátopek   | TCH  | 14:06,6 OR |
| 2     | Alain Mimoun   | FRA  | 14:07,4    |
| 3     | Herbert Schade | GER  | 14:08,6    |
| 4     | Gordon Pirie   | GBR  | 14:18,0    |
| 5     | Chris Chataway | GBR  | 14:18,0    |
| 6     | Les Perry      | AUS  | 14:23,6    |
| 7     | Ernő Béres     | HUN  | 14:24,8    |
| 8     | Åke Andersson  | SWE  | 14:26,0    |

Finale am 24. Juli

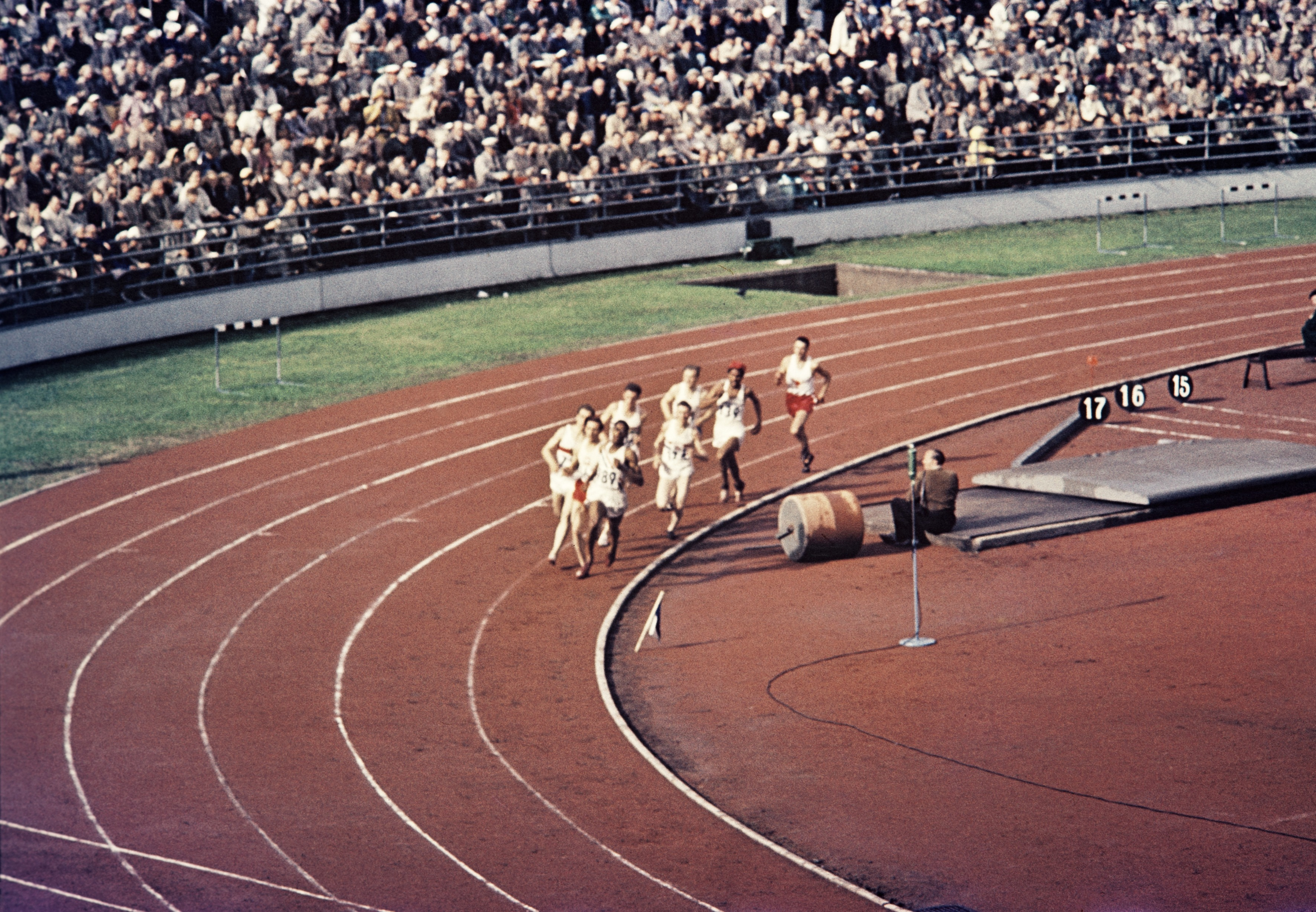
Szene aus dem 5000-Meter-Rennen in Helsinki

Weitere Teilnehmer aus deutschsprachigen Nationen:
 Paul Frieden (Vorläufe)
 Helmuth Perz und Kurt Rötzer (Vorläufe)
 Pierre Page und August Sutter (Vorläufe)

### 10.000 m

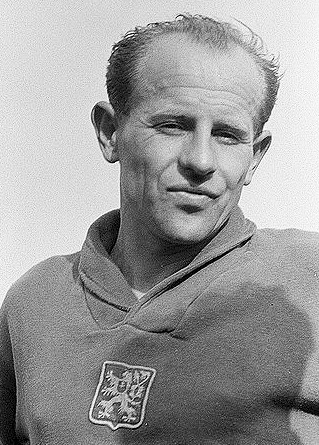
Olympiasieger Emil Zátopek errang seine erste von drei Goldmedaillen hier in Helsinki

| Platz | Athlet             | Land | Zeit (min) |
| ----- | ------------------ | ---- | ---------- |
| 1     | Emil Zátopek       | TCH  | 29:17,0 OR |
| 2     | Alain Mimoun       | FRA  | 29:32,8    |
| 3     | Alexandr Anufrijew | URS  | 29:48,2    |
| 4     | Hannu Posti        | FIN  | 29:51,4    |
| 5     | Frank Sando        | GBR  | 29:51,8    |
| 6     | Valter Nyström     | SWE  | 29:54,8    |
| 7     | Gordon Pirie       | GBR  | 30:04,2    |
| 8     | Fred Norris        | GBR  | 30:09,8    |

Datum: 20. Juli
Teilnehmer aus deutschsprachigen Nationen:
 Helmuth Perz (27.)

### Marathon
| Platz | Athlet          | Land | Zeit (h)   |
| ----- | --------------- | ---- | ---------- |
| 1     | Emil Zátopek    | TCH  | 2:23:04 OR |
| 2     | Reinaldo Gorno  | ARG  | 2:25:35    |
| 3     | Gustaf Jansson  | SWE  | 2:26:07    |
| 4     | Choi Yun-chil   | KOR  | 2:26:36    |
| 5     | Veikko Karvonen | FIN  | 2:26:42    |
| 6     | Delfo Cabrera   | ARG  | 2:26:43    |
| 7     | József Dobronyi | HUN  | 2:28:05    |
| 8     | Erkki Puolakka  | FIN  | 2:29:35    |

Datum: 27. Juli
Teilnehmer aus deutschsprachigen Nationen:
 Dieter Engelhardt (30.) und Ludwig Warnemünde (43.)
 Adolf Gruber (39.)
 Rudolf Morgenthaler (50.)

### 110 m Hürden
| Platz | Athlet              | Land | Offiz. hand- gestoppte Zeit | Inoffiz. elek- tron. Zeit |
| ----- | ------------------- | ---- | --------------------------- | ------------------------- |
| 1     | Harrison Dillard    | USA  | 13,7 s OR                   | 13,91 s                   |
| 2     | Jack Davis          | USA  | 13,7 s OR                   | 14,00 s                   |
| 3     | Arthur Barnard      | USA  | 14,1 s000                   | 14,40 s                   |
| 4     | Jewgeni Bulantschik | URS  | 14,5 s000                   | 14,73 s                   |
| 5     | Ken Doubleday       | AUS  | 14,7 s000                   | 14,82 s                   |
| 6     | Ray Weinberg        | AUS  | 14,8 s000                   | 15,15 s                   |

Finale am 24. Juli, 18:20 Uhr

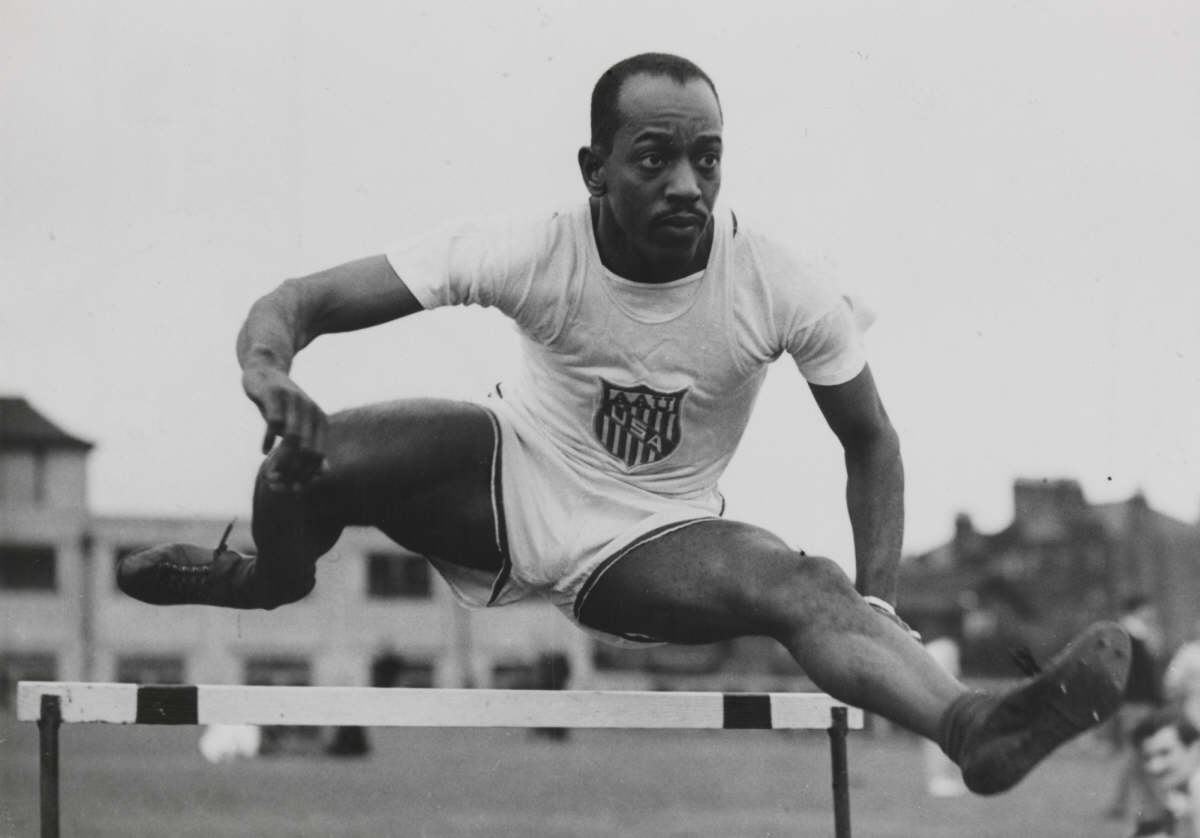
Harrison Dillard holte sich hier das vier Jahre zuvor verpasste Olympiagold im Hürdensprint

Teilnehmer aus deutschsprachigen Nationen:
 Wolfgang Troßbach (Vorläufe)
 Jean Fonck (Vorläufe)
 Oliver Bernard (Vorläufe)

### 400 m Hürden
| Platz | Athlet          | Land | Offiz. hand- gestoppte Zeit | Inoffiz. elek- tron. Zeit |
| ----- | --------------- | ---- | --------------------------- | ------------------------- |
| 1     | Charles Moore   | USA  | 50,8 s ORe                  | 51,06 s                   |
| 2     | Juri Litujew    | URS  | 51,3 s0000                  | 51,51 s                   |
| 3     | John Holland    | NZL  | 52,2 s0000                  | 52,26 s                   |
| 4     | Anatoli Julin   | URS  | 52,8 s0000                  | 52,81 s                   |
| 5     | Harry Whittle   | GBR  | 53,1 s0000                  | 53,36 s                   |
| 6     | Armando Filiput | ITA  | 54,4 s0000                  | 53,49 s                   |

Finale am 21. Juli, 17:40 Uhr
Teilnehmer aus deutschsprachigen Nationen:
 Jean Fonck (Vorläufe)
 Hans Schwarz (Viertelfinale) und Karl Schmid (Vorläufe)

### 3000 m Hindernis
| Platz | Athlet             | Land | Zeit (min)    |
| ----- | ------------------ | ---- | ------------- |
| 1     | Horace Ashenfelter | USA  | 8:45,4 WBL/OR |
| 2     | Wladimir Kasanzew  | URS  | 8:51,6        |
| 3     | John Disley        | GBR  | 8:51,8        |
| 4     | Olavi Rinteenpää   | FIN  | 8:55,2        |
| 5     | Curt Söderberg     | SWE  | 8:55,6        |
| 6     | Günter Heßelmann   | GER  | 8:55,8        |
| 7     | Michail Saltykow   | URS  | 8:56,2        |
| 8     | Helmut Gude        | GER  | 9:01,4        |

Finale am 25. Juli, 16:20 Uhr

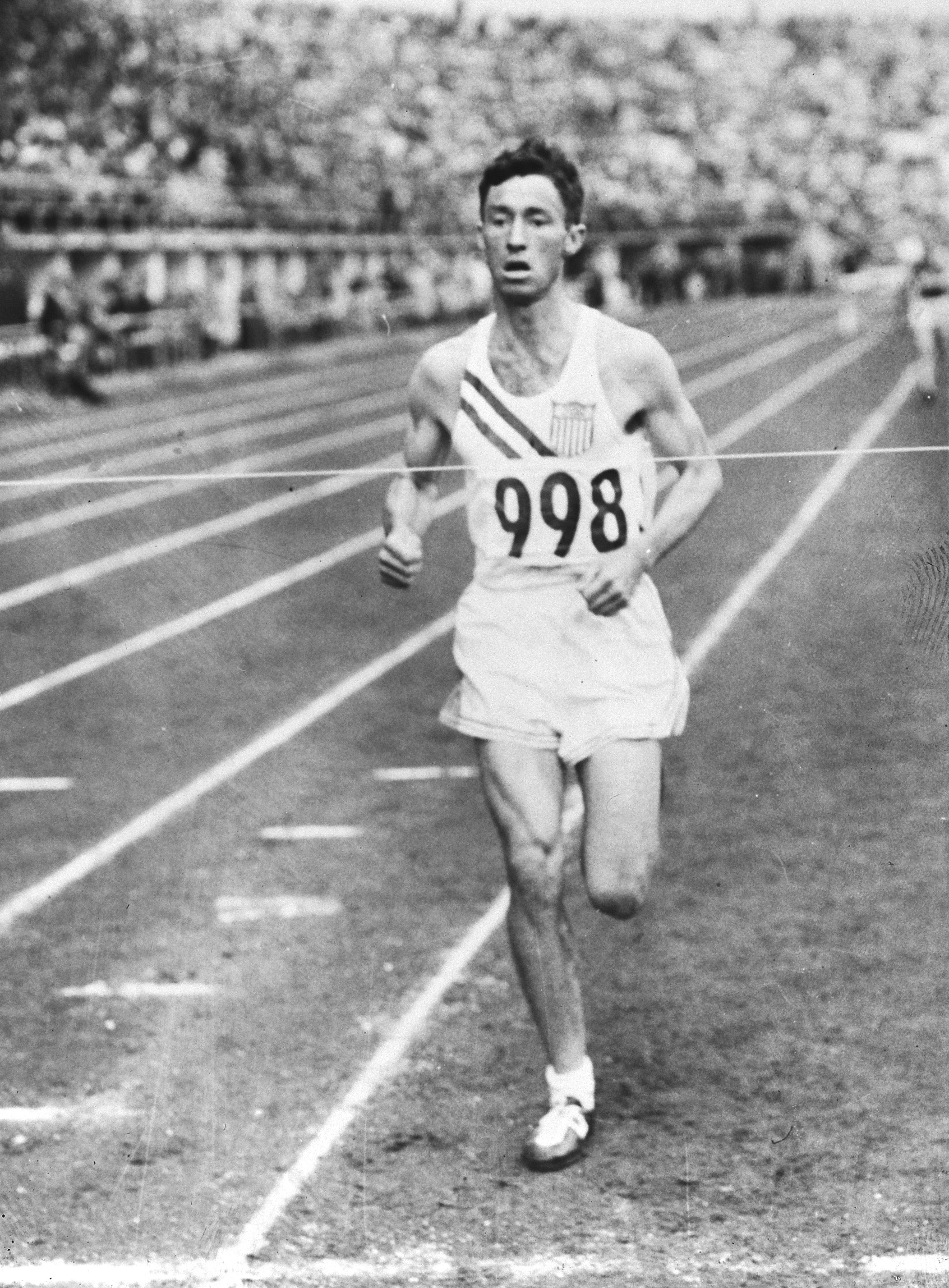
Überraschungssieger Horace Ashenfelter

Keine weiteren Teilnehmer aus dem deutschsprachigen Raum

### 4 × 100 m Staffel
| Pl. | Land             | Athleten                                                     | Offiz. hand- gestoppte Zeit | Inoffiz. elek- tron. Zeit |
| --- | ---------------- | ------------------------------------------------------------ | --------------------------- | ------------------------- |
| 1   | USA              | Dean Smith Harrison Dillard Lindy Remigino Andy Stanfield    | 40,1 s                      | 40,26 s                   |
| 2   | Sowjetunion      | Boris Tokarew Lewan Kaljajew Lewan Sanadse Wladimir Sucharew | 40,3 s                      | 40,58 s                   |
| 3   | Ungarn           | László Zarándi Géza Varasdi György Csányi Béla Goldoványi    | 40,5 s                      | 40,83 s                   |
| 4   | Großbritannien   | McDonald Bailey William Jack John Gregory Brian Shenton      | 40,6 s                      | 40,85 s                   |
| 5   | Frankreich       | Alain Porthault Étienne Bally Yves Camus René Bonino         | 40,9 s                      | 41,10 s                   |
| 6   | Tschechoslowakei | František Brož Jiří David Miroslav Horčic Zdeněk Pospíšil    | 41,2 s                      | 41,41 s                   |

Finale am 27. Juli, 17:10 Uhr
Teilnehmer aus deutschsprachigen Nationen:
 BR Deutschland – Peter Kraus, Werner Zandt, Josef Heinen, Franz Happernagl (VL)
 Schweiz – Willy Schneider, Willy Eichenberger, Ernst Mühlethaler, Hans Wehrli-Frei (VL)

### 4 × 400 m Staffel
| Pl. | Land           | Athleten                                                                | Offiz. hand- gestoppte Zeit | Inoffiz. elek- tron. Zeit |
| --- | -------------- | ----------------------------------------------------------------------- | --------------------------- | ------------------------- |
| 1   | Jamaika        | Arthur Wint Leslie Laing Herb McKenley George Rhoden                    | 3:03,9 min WR               | 3:04,04 min               |
| 2   | USA            | Ollie Matson Gene Cole Charles Moore Mal Whitfield                      | 3:04,0 min                  | 3:04,21 min               |
| 3   | Deutschland    | Hans Geister Günter Steines Heinz Ulzheimer Karl-Friedrich Haas         | 3:06,6 min                  | 3:06,78 min               |
| 4   | Kanada         | Douglas Clement Jack Hutchins Jack Carroll James Lavery                 | 3:09,3 min                  | 3:09,37 min               |
| 5   | Großbritannien | Leslie Lewis Alan Dick Terence Higgins Nick Stacey                      | 3:10,0 min                  | 3:10,23 min               |
| 6   | Frankreich     | Jean-Pierre Goudeau Robert Bart Jacques Degats Jean-Paul Martin du Gard | 3:10,1 min                  | 3:10,33 min               |

Finale am 27. Juli, 17:20 Uhr
Weitere Teilnehmer aus deutschsprachigen Nationen:
 Luxemburg – Roby Schaeffer, Jean Hamilius, Fred Hammer, Gérard Raquin (VL)
 Schweiz – Hans Ernst Schneider, Josef Steger, Paul Stalder, Ernst von Gunten (VL)

### 10.000 m Gehen
| Platz | Athlet          | Land | Zeit (min) |
| ----- | --------------- | ---- | ---------- |
| 1     | John Mikaelsson | SWE  | 45:02,8 OR |
| 2     | Fritz Schwab    | SUI  | 45:41,0    |
| 3     | Bruno Junk      | URS  | 45:41,0    |
| 4     | Louis Chevalier | FRA  | 45:50,4    |
| 5     | George Coleman  | GBR  | 46:06,8    |
| 6     | Iwan Jarmysch   | URS  | 46:07,0    |
| 7     | Émile Maggi     | FRA  | 46:08,0    |
| 8     | Bruno Fait      | ITA  | 46:25,6    |

Finale am 27. Juli

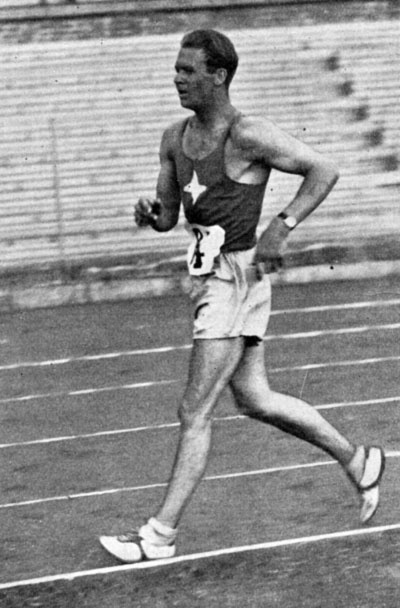
John Mikaelsson gewann wie schon 1948 Gold

Keine weiteren Teilnehmer aus dem deutschsprachigen Raum

### 50 km Gehen
| Platz | Athlet                | Land | Zeit (h)   |
| ----- | --------------------- | ---- | ---------- |
| 1     | Giuseppe Dordoni      | ITA  | 4:28:08 OR |
| 2     | Josef Doležal         | TCH  | 4:30:18    |
| 3     | Antal Róka            | HUN  | 4:31:28    |
| 4     | Rex Whitlock          | GBR  | 4:32:21    |
| 5     | Sergei Lobastow       | URS  | 4:32:35    |
| 6     | Wladimir Uchow        | URS  | 4:32:52    |
| 7     | Dumitru Paraschivescu | ROM  | 4:41:06    |
| 8     | Ion Baboie            | ROM  | 4:41:53    |

Datum: 21. Juli
Teilnehmer aus dem deutschsprachigen Raum:
 Rudi Lüttge (13.)
 Gilert Marquis (24.) und René Charrière (26.)

### Hochsprung
| Platz | Athlet                   | Land | Höhe (m) |
| ----- | ------------------------ | ---- | -------- |
| 1     | Walt Davis               | USA  | 2,04 OR  |
| 2     | Ken Wiesner              | USA  | 2,01000  |
| 3     | José Telles da Conceição | BRA  | 1,98000  |
| 4     | Gösta Svensson           | SWE  | 1,98000  |
| 5     | Ron Pavitt               | GBR  | 1,95000  |
| 6     | Ioan Soter               | ROM  | 1,95000  |
| 7     | Arnold Betton            | USA  | 1,95000  |
| 8     | Bjørn Gundersen          | NOR  | 1,90000  |

Finale am 20. Juli
Teilnehmer aus dem deutschsprachigen Raum:
 Hans Wahli (16.)

### Stabhochsprung
| Platz | Athlet              | Land | Höhe (m) |
| ----- | ------------------- | ---- | -------- |
| 1     | Bob Richards        | USA  | 4,55 OR  |
| 2     | Don Laz             | USA  | 4,50000  |
| 3     | Ragnar Lundberg     | SWE  | 4,40000  |
| 4     | Petro Denyssenko    | URS  | 4,40000  |
| 5     | Valto Olenius       | FIN  | 4,30000  |
| 6     | Bunkichi Sawada     | JPN  | 4,20000  |
| 7     | Wolodymyr Braschnyk | URS  | 4,20000  |
| 8     | Wiktor Knjasew      | URS  | 4,20000  |

Finale am 22. Juli
Teilnehmer aus dem deutschsprachigen Raum:
 Walter Hofstetter (20.)

### Weitsprung
| Platz | Athlet               | Land | Weite (m) |
| ----- | -------------------- | ---- | --------- |
| 1     | Jerome Biffle        | USA  | 7,57      |
| 2     | Meredith Gourdine    | USA  | 7,53      |
| 3     | Ödön Földessy        | HUN  | 7,30      |
| 4     | Ary de Sá            | BRA  | 7,23      |
| 5     | Jorma Valtonen       | FIN  | 7,16      |
| 6     | Leonid Grigorjew     | URS  | 7,14      |
| 7     | Karl-Erik Israelsson | SWE  | 7,10      |
| 8     | Paul Faucher         | FRA  | 7,02      |

Finale am 21. Juli
Teilnehmer aus dem deutschsprachigen Raum:
 Felix Würth (15.)
 Toni Breder (19.)

### Dreisprung

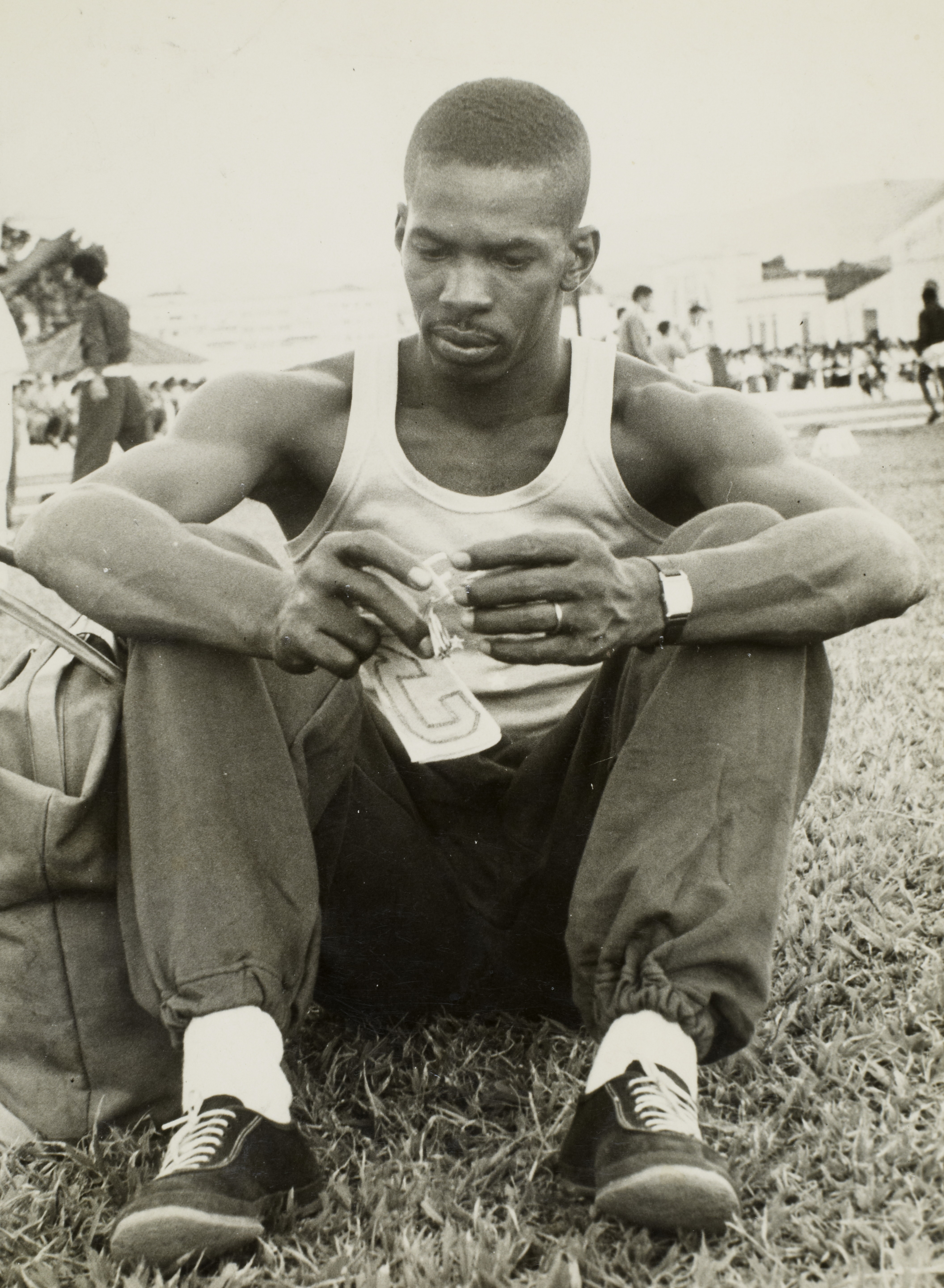
Adhemar da Silva – Olympiasieger mit zwei Weltrekorden

| Platz | Athlet                | Land | Weite (m) |
| ----- | --------------------- | ---- | --------- |
| 1     | Adhemar da Silva      | BRA  | 16,22 WR  |
| 2     | Leonid Schtscherbakow | URS  | 15,98000  |
| 3     | Asnoldo Devonish      | VEN  | 15,52000  |
| 4     | Walter Ashbaugh       | USA  | 15,39000  |
| 5     | Rune Nilsen           | NOR  | 15,13000  |
| 6     | Yoshio Iimuro         | JPN  | 14,99000  |
| 7     | Geraldo de Oliveira   | BRA  | 14,95000  |
| 8     | Roger Norman          | SWE  | 14,89000  |

Finale am 23. Juli
Teilnehmer aus dem deutschsprachigen Raum:
 Felix Würth (31.)
 Willi Burgard (29.)

### Kugelstoßen
| Platz | Athlet          | Land | Weite (m) |
| ----- | --------------- | ---- | --------- |
| 1     | Parry O’Brien   | USA  | 17,41 OR  |
| 2     | Darrow Hooper   | USA  | 17,39000  |
| 3     | Jim Fuchs       | USA  | 17,06000  |
| 4     | Oto Grigalka    | URS  | 16,78000  |
| 5     | Roland Nilsson  | SWE  | 16,55000  |
| 6     | John Savidge    | GBR  | 16,19000  |
| 7     | Georgi Fjodorow | URS  | 16,06000  |
| 8     | Per Stavem      | NOR  | 16,02000  |

Finale am 21. Juli
Teilnehmer aus dem deutschsprachigen Raum:
 Alois Schwabl (13.)

### Diskuswurf
| Platz | Athlet           | Land | Weite (m) |
| ----- | ---------------- | ---- | --------- |
| 1     | Sim Iness        | USA  | 55,03 OR  |
| 2     | Adolfo Consolini | ITA  | 53,78000  |
| 3     | James Dillion    | USA  | 53,28000  |
| 4     | Fortune Gordien  | USA  | 52,66000  |
| 5     | Ferenc Klics     | HUN  | 51,13000  |
| 6     | Oto Grigalka     | URS  | 50,71000  |
| 7     | Roland Nilsson   | SWE  | 50,06000  |
| 8     | Giuseppe Tosi    | ITA  | 49,03000  |

Finale am 22. Juli
Teilnehmer aus dem deutschsprachigen Raum:
 Josef Hipp (27.)
 Oskar Häfliger (23.)

### Hammerwurf
| Platz | Athlet          | Land | Weite (m) |
| ----- | --------------- | ---- | --------- |
| 1     | József Csermák  | HUN  | 60,34 WR  |
| 2     | Karl Storch     | GER  | 58,86000  |
| 3     | Imre Németh     | HUN  | 57,74000  |
| 4     | Jiří Dadák      | TCH  | 56,81000  |
| 5     | Mykola Redkin   | URS  | 56,55000  |
| 6     | Karl Wolf       | GER  | 56,49000  |
| 7     | Sverre Strandli | NOR  | 56,36000  |
| 8     | Heorhij Dybenko | URS  | 55,03000  |

Finale am 24. Juli
Weiterer Teilnehmer aus dem deutschsprachigen Raum:
 Roger Veeser (27.)

### Speerwurf
| Platz | Athlet            | Land | Weite (m) |
| ----- | ----------------- | ---- | --------- |
| 1     | Cy Young          | USA  | 73,78 OR  |
| 2     | Bill Miller       | USA  | 72,46000  |
| 3     | Toivo Hyytiäinen  | FIN  | 71,89000  |
| 4     | Wiktor Zybulenko  | URS  | 71,72000  |
| 5     | Branko Dangubić   | YUG  | 70,55000  |
| 6     | Wladimir Kusnezow | URS  | 70,37000  |
| 7     | Ragnar Ericzon    | SWE  | 69,04000  |
| 8     | Soini Nikkinen    | FIN  | 68,80000  |

Finale am 23. Juli
Teilnehmer aus dem deutschsprachigen Raum:
 Herbert Koschel (12.)

### Zehnkampf

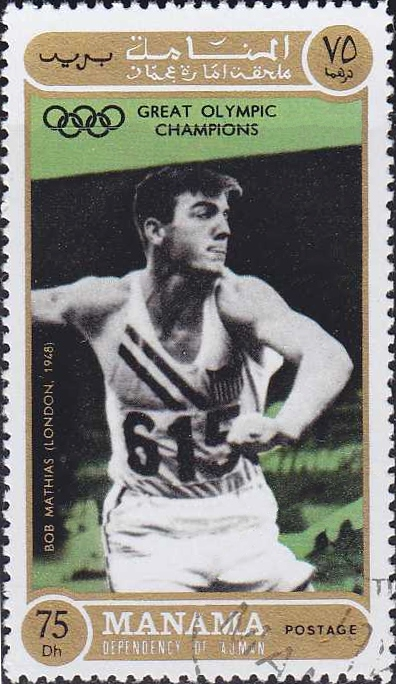
Olympiasieger Bob Mathias auf einer Briefmarke des Emirats Adschman aus dem Jahr 1971

| Platz | Athlet           | Land | P – offiz. Wert. | P – 85er Wert. |
| ----- | ---------------- | ---- | ---------------- | -------------- |
| 1     | Bob Mathias      | USA  | 7887 WR          | 7580           |
| 2     | Milt Campbell    | USA  | 6975000          | 6948           |
| 3     | Floyd Simmons    | USA  | 6788000          | 6903           |
| 4     | Wladimir Wolkow  | URS  | 6674000          | 6868           |
| 5     | Josef Hipp       | GER  | 6449000          | 6705           |
| 6     | Göran Widenfelt  | SWE  | 6388000          | 6662           |
| 7     | Kjell Tånnander  | SWE  | 6308000          | 6553           |
| 8     | Friedel Schirmer | GER  | 6118000          | 6464           |

Datum: 25./26. Juli
Weiterer Teilnehmer aus dem deutschsprachigen Raum:
 Max Wehrli (18.)

## Resultate Frauen

### 100 m
| Platz | Athletin           | Land | Offiz. hand- gestoppte Zeit | Inoffiz. elek- tron. Zeit |
| ----- | ------------------ | ---- | --------------------------- | ------------------------- |
| 1     | Marjorie Jackson   | AUS  | 11,5 WRe/ORe                | 11,67 s                   |
| 2     | Daphne Hasenjager  | RSA  | 11,8                        | 12,05 s                   |
| 3     | Shirley Strickland | AUS  | 11,9                        | 12,12 s                   |
| 4     | Winsome Cripps     | AUS  | 11,9                        | 12,16 s                   |
| 5     | Maria Sander       | GER  | 12,0                        | 12,27 s                   |
| 6     | Mae Faggs          | USA  | 12,1                        | 12,27 s                   |

Finale am 22. Juli

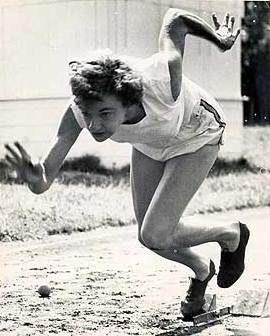
Olympiasiegerin Marjorie Jackson

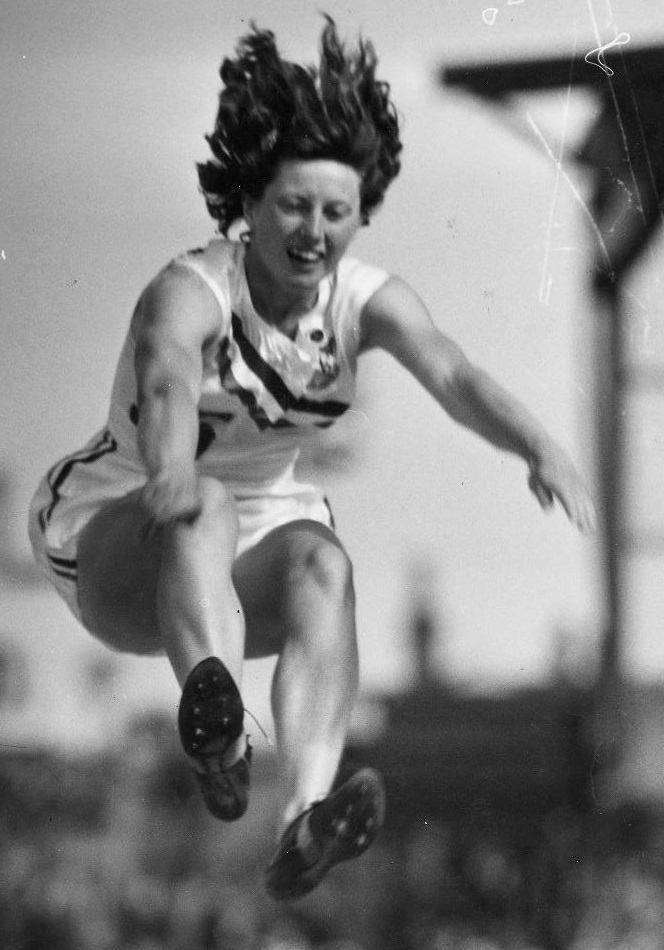
Olympiasiegerin Yvette Williams

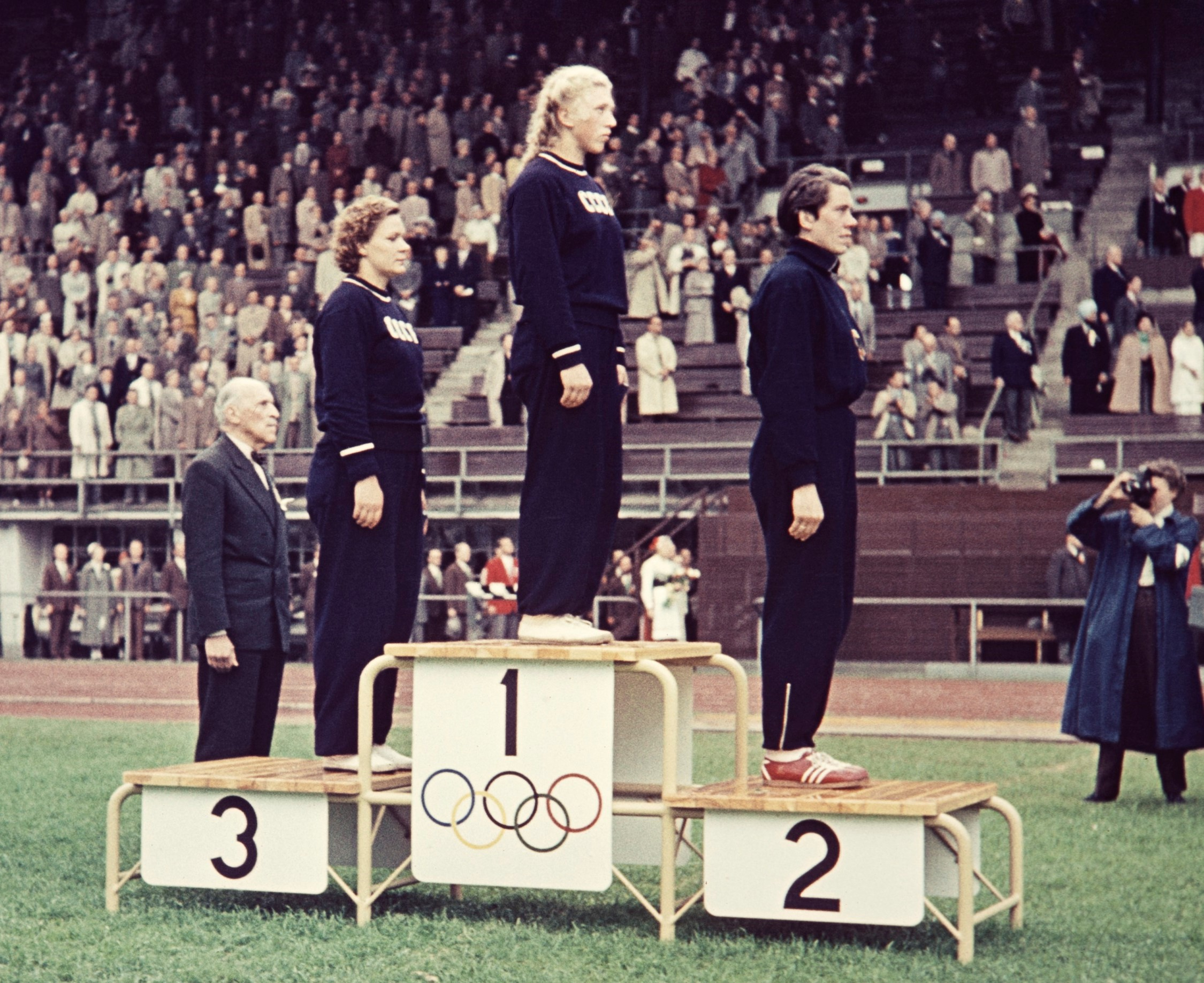
Kugelstoß-Siegerehrung (v. l. n. r.): Klawdija Totschonowa, Galina Sybina, Marianne Werner

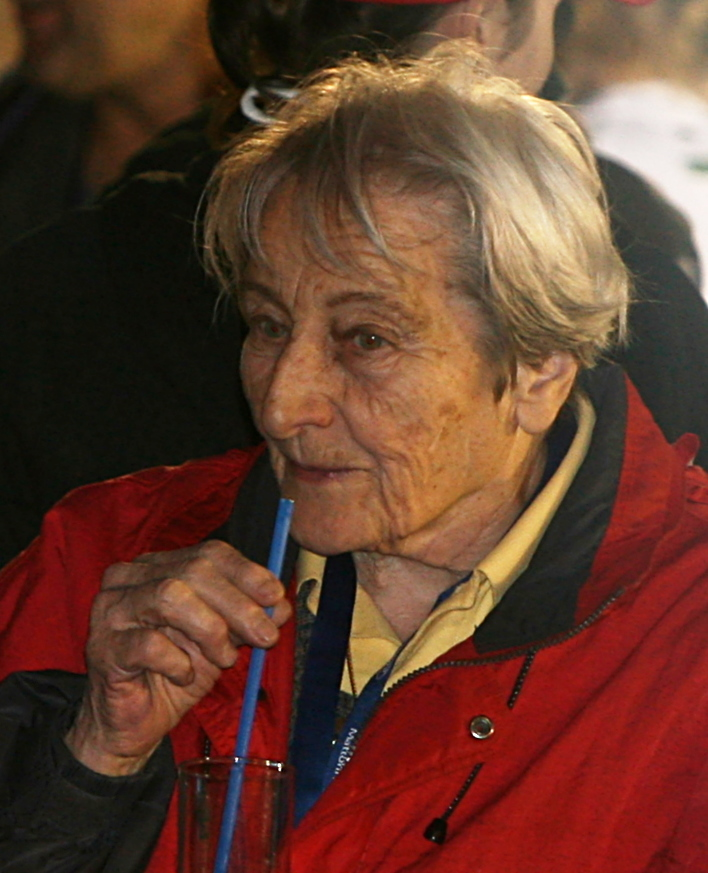
Olympiasiegerin Dana Zátopková (hier im Jahr 2007)

Weitere Teilnehmerinnen aus dem deutschsprachigen Raum:
 Marga Petersen (HF) und Helga Klein (HF)
 Elfriede Steurer (VL)
 Sonja Prétôt (VL)

### 200 m
| Platz | Athletin           | Land | Offiz. hand- gestoppte Zeit | Inoffiz. elek- tron. Zeit |
| ----- | ------------------ | ---- | --------------------------- | ------------------------- |
| 1     | Marjorie Jackson   | AUS  | 23,7 s                      | 23,89 s                   |
| 2     | Bertha Brouwer     | NED  | 24,2 s                      | 24,25 s                   |
| 3     | Nadeschda Chnykina | URS  | 24,2 s                      | 24,37 s                   |
| 4     | Winsome Cripps     | AUS  | 24,2 s                      | 24,40 s                   |
| 5     | Helga Klein        | GER  | 24,6 s                      | 24,72 s                   |
| 6     | Daphne Hasenjager  | RSA  | 24,6 s                      | 24,72 s                   |

Finale am 26. Juli

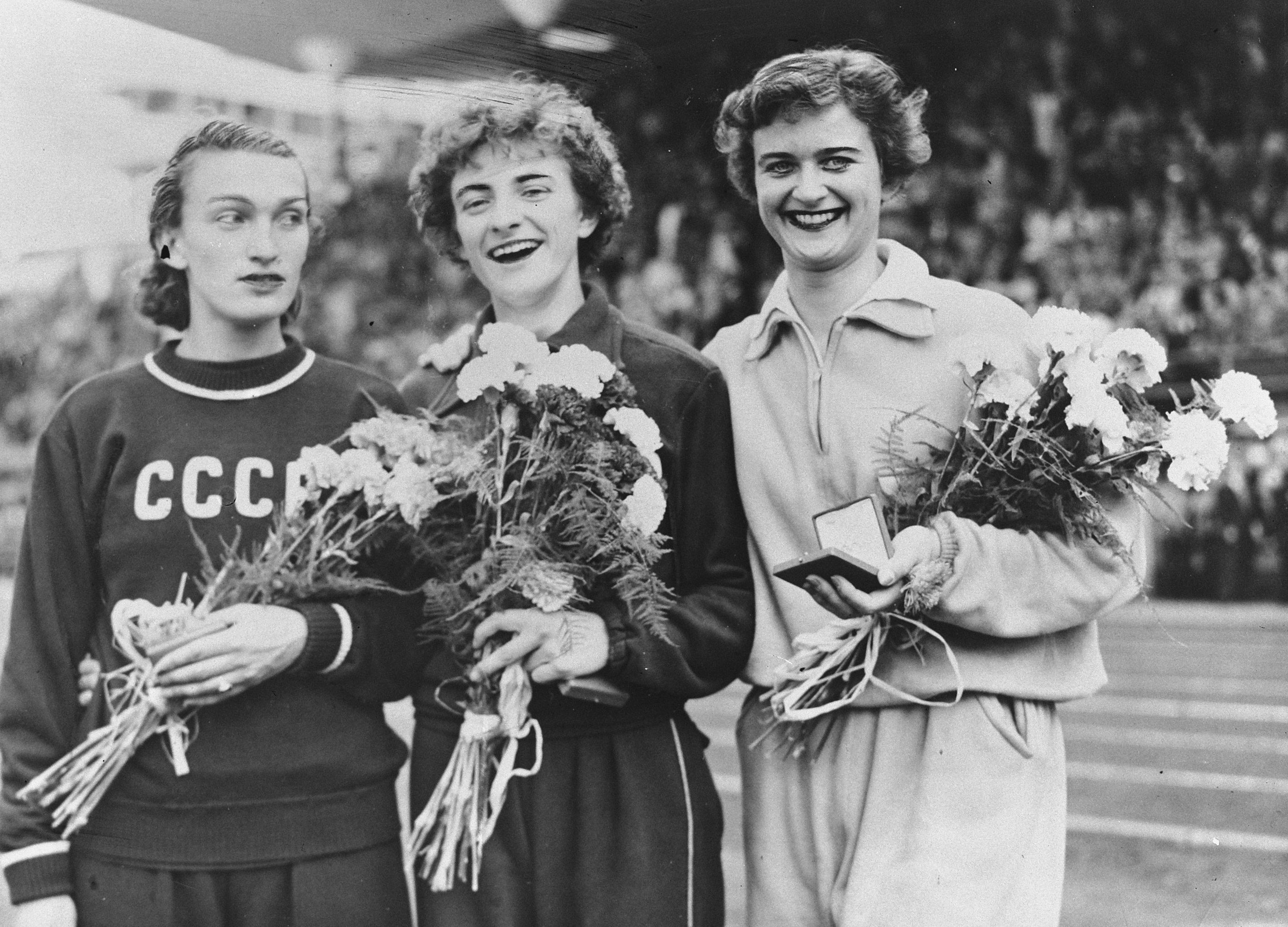
Die Medaillengewinnerinnen (v. l. n. r.): Nadeschda Chnykina, Marjorie Jackson, Bertha Brower

Weitere Teilnehmerin aus dem deutschsprachigen Raum:
 Ursula Knab (HF)

### 80 m Hürden

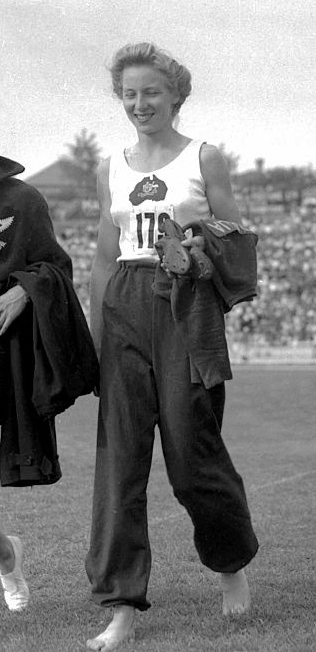
Nach dreimal Bronze (OS1948: 100 m / 80 m Hürden, hier in Helsinki: 80 m Hürden) sowie einmal Silber (OS 1948: 4 × 100 m) gab es nun Gold für Shirley Strickland

| Platz | Athletin              | Land | Offiz. hand- gestoppte Zeit | Inoffiz. elek- tron. Zeit |
| ----- | --------------------- | ---- | --------------------------- | ------------------------- |
| 1     | Shirley Strickland    | AUS  | 10,9 s WR                   | 11,01 s                   |
| 2     | Marija Golubnitschaja | URS  | 11,1 s000                   | 11,24 s                   |
| 3     | Maria Sander          | GER  | 11,1 s000                   | 11,38 s                   |
| 4     | Anneliese Seonbuchner | GER  | 11,2 s000                   | 11,46 s                   |
| 5     | Jean Desforges        | GBR  | 11,6 s000                   | 11,75 s                   |
| DNF   | Fanny Blankers-Koen   | NED  |                             |                           |

Finale am 24. Juli
Weitere Teilnehmerinnen aus dem deutschsprachigen Raum:
 Helene Bielansky (VL)
 Elfriede Steurer (VL)
 Hilde Antes (VL)
 Gretel Bolliger (VL)

### 4 × 100 m Staffel
| Pl. | Land           | Athletinnen                                                              | Offiz. hand- gestoppte Zeit | Inoffiz. elek- tron. Zeit |
| --- | -------------- | ------------------------------------------------------------------------ | --------------------------- | ------------------------- |
| 1   | USA            | Mae Faggs Barbara Jones Janet Moreau Catherine Hardy                     | 45,9 s WR                   | 46,14 s0                  |
| 2   | Deutschland    | Ursula Knab Maria Sander Helga Klein Marga Petersen                      | 45,9 s WR                   | 46,18 s0                  |
| 3   | Großbritannien | Sylvia Cheeseman June Foulds Jean Desforges Heather Armitage             | 46,2 s000                   | 46,31 s0                  |
| 4   | Sowjetunion    | Irina Turowa Jewgenija Setschenowa Nadeschda Chnykina Wera Kalaschnikowa | 46,3 s000                   | 46,42 s0                  |
| 5   | Australien     | Shirley Strickland Verna Johnston Winsome Cripps Marjorie Jackson        | 46,6 s000                   | 46,86 s0                  |
| 6   | Niederlande    | Grietje de Jongh Bertha Brouwer Nel Büch Wilhelmina Lust                 | 47,8 s a00                  | 47,16 s a                 |

Finale am 27. Juli
Weitere Teilnehmerinnen aus dem deutschsprachigen Raum:
 Hilde Antes, Inge Eckel, Ursula Finger, Inge Glashörster (VL)

### Hochsprung
| Platz | Athletin            | Land | Höhe (m) |
| ----- | ------------------- | ---- | -------- |
| 1     | Esther Brand        | RSA  | 1,67     |
| 2     | Sheila Lerwill      | GBR  | 1,65     |
| 3     | Alexandra Tschudina | URS  | 1,63     |
| 4     | Thelma Hopkins      | GBR  | 1,58     |
| 5     | Olga Modrachová     | TCH  | 1,58     |
| 6     | Feodora Schenk      | AUT  | 1,58     |
| 7     | Nina Kossowa        | URS  | 1,58     |
| 7     | Dorothy Tyler       | GBR  | 1,58     |

Finale am 27. Juli
Keine weiteren Teilnehmerinnen aus dem deutschsprachigen Raum.

### Weitsprung
| Platz | Athletin            | Land | Weite (m) |
| ----- | ------------------- | ---- | --------- |
| 1     | Yvette Williams     | NZL  | 6,24 OR   |
| 2     | Alexandra Tschudina | URS  | 6,14000   |
| 3     | Shirley Cawley      | GBR  | 5,92000   |
| 4     | Irmgard Schmelzer   | GER  | 5,90000   |
| 5     | Wilhelmina Lust     | NED  | 5,81000   |
| 6     | Nina Tjurkina       | URS  | 5,81000   |
| 7     | Mabel Landry        | USA  | 5,75000   |
| 8     | Verna Johnston      | AUS  | 5,74000   |

Finale am 23. Juli
Weitere Teilnehmerinnen aus dem deutschsprachigen Raum:
 Elfriede von Nitzsch (14.) und Leni Hofknecht (15.)
 Ursula Finger (25.)
 Gretel Bolliger (30.)

### Kugelstoßen
| Platz | Athletin             | Land | Weite (m) |
| ----- | -------------------- | ---- | --------- |
| 1     | Galina Sybina        | URS  | 15,28 WR  |
| 2     | Marianne Werner      | GER  | 14,57000  |
| 3     | Klawdija Totschonowa | URS  | 14,50000  |
| 4     | Tamara Tyschkewitsch | URS  | 14,42000  |
| 5     | Gertrud Kille        | GER  | 13,84000  |
| 6     | Yvette Williams      | NZL  | 13,35000  |
| 7     | Marija Radosavljević | YUG  | 13,30000  |
| 8     | Meeri Saari          | FIN  | 13,02000  |

Finale am 26. Juli
Weitere Teilnehmerinnen aus dem deutschsprachigen Raum:
 Dorothea Kreß (11.)
 Gretel Bolliger (17.)

### Diskuswurf
| Platz | Athletin               | Land | Weite (m) |
| ----- | ---------------------- | ---- | --------- |
| 1     | Nina Romaschkowa       | URS  | 51,42 OR  |
| 2     | Jelisaweta Bagrjanzewa | URS  | 47,08000  |
| 3     | Nina Dumbadse          | URS  | 46,29000  |
| 4     | Toyoko Yoshino         | JPN  | 43,81000  |
| 5     | Lotte Haidegger        | AUT  | 43,49000  |
| 6     | Lia Manoliu            | ROM  | 42,65000  |
| 7     | Ingeborg Pfüller       | ARG  | 41,73000  |
| 8     | Dezsőné Józsa          | HUN  | 41,61000  |

Finale am 20. Juli
Weitere Teilnehmerinnen aus dem deutschsprachigen Raum:
 Marianne Werner (9.)
 Frieda Tiltsch (18.)
 Gretel Bolliger (17.)

### Speerwurf
| Platz | Athletin            | Land | Weite (m) |
| ----- | ------------------- | ---- | --------- |
| 1     | Dana Zátopková      | TCH  | 50,47 OR  |
| 2     | Alexandra Tschudina | URS  | 50,01000  |
| 3     | Jelena Gortschakowa | URS  | 49,76000  |
| 4     | Galina Sybina       | URS  | 48,35000  |
| 5     | Lily Kelsby         | DEN  | 46,23000  |
| 6     | Marlies Müller      | GER  | 44,37000  |
| 7     | Maria Ciach         | POL  | 44,31000  |
| 8     | Jutta Krüger        | GER  | 44,30000  |

Finale am 24. Juli
Weitere Teilnehmerinnen aus dem deutschsprachigen Raum:
 Ingeborg Bausenwein (12.)
 Herma Bauma (9.) und Gerda Staniek (DNF)

## Videolinks
- 1952 Summer Olympic Games in Helsinki, Finland – CharlieDeanArchives / Archival Footage, youtube.com, abgerufen am 24. September 2017
- Emil Zatopek Olympische Spiele Helsinki 1952 mpg 360p, youtube.com, abgerufen am 24. September 2017
- Helsingin Olympialaiset 1952 väreissä, osa 1, youtube.com, abgerufen am 24. September 2017
- Helsingin Olympialaiset 1952 väreissä, osa 2, youtube.com, abgerufen am 24. September 2017